# Ray Lumpp
Ray Lumpp   (Brooklyn, 11 de juliol de 1923 - Mineola, 16 de gener de 2015) fou un jugador de bàsquet estatunidenc, guanyador d'una medalla olímpica. Jugava d'base i escorta.
Nascut a Nova York, va jugar a bàsquet a la Universitat de Nova York i va formar part de l'equip que va arribar a la final del torneig NIT de 1948. El 1948 va prendre part en els Jocs Olímpics de Londres, on guanyà la medalla d'or en la competició de bàsquet. De 1948 a 1953 va jugar professionalment pels New York Knicks, els Indianapolis Jets i els Baltimore Bullets de l'NBA. Disputà 300 partits, amb una mitjana de 8,2 punts per partit.
Després de la seva carrera en bàsquet va ser director esportiu del New York Athletic Club i va dirigir la trobada anual d'atletisme del club durant la dècada de 1960. Fou l'organitzador de la competició en pista coberta Vitalis Olympic Invitational que es disputava a Meadowlands.